# Emmett (Virginia Occidental)
Emmett es un área no incorporada ubicada en el condado de Logan (Virginia Occidental), Estados Unidos. Está clasificada como un asentamiento humano por el Sistema de Información de Nombres Geográficos.
Aparece registrada en U.S. Geological Survey con fecha de entrada del 27 de junio de 1980. El número de identificación asignado por el Sistema de Información de Nombres Geográficos es 1554401.
Emmett tenía una oficina de correos que cerró el 7 de marzo de 1998. La comunidad lleva el nombre de Franklin Emmett King, un funcionario minero.

## Geografía
Se encuentra a una altitud de 256 m s. n. m. (840 pies) según el Servicio Geológico de Estados Unidos.